# لعبة الساحرة
لعبة الساحرة (بالكورية: 마녀의 게임)؛ هو مسلسل تلفزيوني كوري جنوبي من بطولة جانغ سو هي، أوه تشانغ سيوك ، كيم جيو سون، هان جي وان. عرض على قناة إم بي سي في 11 أكتوبر الى 14 أبريل 2023، يبث من الإثنين الى الجمعة، لمدة 30 دقيقة.

## المقدمة
مواجهة دامية بين ام وابنتيهن، اللتان كانا ضحايا لشر كبير، هي دراما انتقامية مشتركة بين الام وابنتها لمعاقبة المتسببن في معناتهم.

## طاقم
- جانغ سيو هي في دور سيول يو كيونغ، التي ترقت من سكرتيرة مجموعة تشون ها إلى مدير عام إلى مدير تنفيذي.[5]
- كيم جيو سون في دور جيونغ هاي سو، شخصية لديها طاقة مشرقة وإيجابية حتى في المواقف الصعبة ومصاعب الحياة.[7]
- أوه تشانغ سيوك في دور كانغ جي هو، مدع عام من النخبة وشخص ذو عقلية لامعه ومظهر رائع ولكن لديه ألم خفي[8]
- هان جي وان في دور جو سي يونغ، مصممة لديها أسرار وطموحات.[7]
- لي هيون سيوك في دور يو إن ها[9]
- بان هيو جونغ  في دور ما هيون دوك[10]

### داعم
- سونوو جاي -دوك  في دور بيوم سيوك[10]
- جو ساي بيوك في دور اهن هي يونغ[11]
- كيم سي هيون في دور كو جيل جانغ[11]
- يانغ جي وون في دور جين سيون مي[12]

- يو دام يون في دور في دور كانغ  كونغ سوك[13]
- كوون دان أ في دور (الطفلة كانغ هان بيول)[13]
- أوه يون هونغ في دور جونغ مين جا[13]
- كيم سون هاي في دور سيون جونغ[13]

## الإنتاج

### صناعة
المسلسل من إخراج لي هيونغ سون الذي عمل على نجمة في قلبي (1997)، وشارك في إخراج مسلسل أواني من ذهب (2012)، بقاء جوسون (2019). ومن كتابة لي دو هيون التي كتبت مسلسل أسرار وأكاذيب (2018)، أسرار الأسرة (2014). وانتاجه من قبل الشركة المختصة بانتاج الدراما اليومية إم بي سي سي إند آي التابعة لام بي سي.
أقيمت القراءة الأولى لسيناريو في 21 سبتمبر 2022.

### طاقم
في 16 أغسطس 2022، تم تأكيد بطولة جانغ سيو هي، كيم غيو سون، اوه تشانغ سيوك. انضم لي هيون سيوك رسميا في 17 أغسطس 2022. أكد انضمام كل من كيم سي هين وجو ساي بيوك في 19 أغسطس 2022.
تمثل الدراما عودة الممثلة جانغ سيو هي بعد انقطاع دام 5 سنوات عن التمثيل، حيث كان آخر ظهور لها في مسلسل فرقة الأخوات (2017).

### الاصدار
في 27 سبتمبر 2022 ، اصدرت قناة إم بي سي أول عرض تشويقي للمسلسل، بجانب الاعلان عن تاريخ العرض الاول، من المقرر عرض الدراما اليومية في 11 أكتوبر 2022 ، ستبث من الاثنين الى الجمعة كمتابعة لمسلسل المنزل السري.

## روابط خارجية
- الموقع الرسمي
 باللغة الكورية
- لعبة الساحرة على هانسينما